# Marimerobius splendens
Marimerobius splendens is een fossiele soort schietmot uit de familie Protomeropidae.